# Gilford, New Hampshire
Gilford är en kommun (town) i Belknap County i delstaten New Hampshire, USA med cirka 6 803 invånare (2000).